# Адмиралтейская набережная
Адмиралте́йская на́бережная — набережная в Адмиралтейском районе Санкт-Петербурга. Проходит по левому берегу реки Большой Невы от Дворцового проезда до Сенатской площади. На восток продолжается Дворцовой набережной, на запад — Английской набережной. Набережная довольно короткая — всего 414 метров, по набережной всего 8 домов.

## Наименование
Название Адмиралтейская набережная дано 7 марта 1880 года по Главному Адмиралтейству.
С 1922 года по 13 января 1944 года носила название набережная Рошаля, в честь С.Г. Рошаля, участника революционного движения в России.

## История
С момента постройки города в 1703 году и Адмиралтейства в 1704 году эта часть берега большой Невы использовалась как выход к реке судостроительной верфи Адмиралтейства. Через эти «речные ворота» поставлялось сырьё и материалы, здесь же спускались с эллингов построенные корабли.
Набережная была создана, когда в 1844 году все судостроительные работы были перенесены в галерную гавань, и в связи с этим были засыпаны все каналы и бассейны на его территории.
Обширная территория Адмиралтейского двора после постройки набережной была продана под застройку частным владельцам отдельными участками.
Многоэтажное строительство началось в 1880-х и привело к тому, что доходные дома закрыли задний фасад здания Главного Адмиралтейства, и, по мнению экспертов, внесли диссонанс в архитектурный ансамбль.

### Гранитная набережная
В 1818 году у восточного и западного павильонов Адмиралтейства по проекту инженера А. Д. Готмана были поставлены пристани. В 1819—1821 годах в набережную между Адмиралтейством и зданием Сената были встроены береговые «быки» Исаакиевского наплавного моста. По обеим сторонам опор моста находятся спуски к Неве, созданные для того, чтобы жители могли брать воду из реки и садиться на суда. Строительство по проекту А. А. Бетанкура вёл инженер В. Треттер.
В 1832 году Дворцовую пристань украсили декоративными вазами и скульптурными фигурами львов. Набережная носит название Адмиралтейской с 1874 года. В 1879 году по набережной было открыто движение.
В апреле 1872 года вышло высочайшее распоряжение об устройстве набережной вдоль Главного Адмиралтейства. Работы финансировались за счёт средств, полученных от продажи под застройку земельных участков между крыльями верфи. 7 февраля  в Санкт-Петербургской думе состоялся конкурс проектов «на сооружение гранитной набережной от Петровской площади вдоль Главного Адмиралтейства до Дворцового моста», в котором победил проект инженеров В. М. Карловича и С. С. Селянинова.
Закладка гранитной набережной между Дворцовой и Петровской пристанями на месте деревянной была выполнена 14 (26) августа 1873 года, а уже 21 ноября (3 декабря) 1874 года состоялось её торжественное открытие. В 1875 году на набережной был устроен широкий бульвар и сад.
В 1909 и 1910 годах перед пристанями были установлены скульптурные группы «Пётр I спасает утопающих в Лахте в 1724 году» и «Царь-плотник».
С 1912 года началось строительство Дворцового моста, и в связи с этим в 1914—1916 годах пристань была разобрана и перенесена на новое место, ниже по течению — в створе ворот восточного павильона Адмиралтейства. Порфировые вазы были перенесены на Петровскую пристань, а львы теперь установлены на постаментах из красного гранита вновь сооружённой Дворцовой пристани.

## Достопримечательности

#### Дворцовый мост
Дворцовый мост возведён в 1912-1916 годах по проекту инженера А.П. Пшеницкого. Длина моста — 267,5 м, ширина — 31,6 м. Состоит из пяти пролётов, с разведённым центральным двукрылым пролётом. В 1967 году проводился капитальный ремонт моста.

### Здания

#### ФлигелиГлавного Адмиралтейства(дома 2 и 16)
Первый и последний дома (№ 2 и № 16) на этой набережной — флигели Главного Адмиралтейства. Здание в стиле классицизма построено в 1806-1823 годах по проекту архитектора А.Д. Захарова.

#### Средняя школа № 225 (дом 4)
Средняя школа № 225 построена в 1950-е годы (архитектор Л. Н. Линдрот) на месте разрушенного после пожара в 1917 году Доходного дома и Театра В. А. Панаева. Здание школы построено с отступом от красной линии, перед ней разбит небольшой сквер.

#### Доходный дом Т.В. Макаровой (дом 6)
Доходный дом Т.В. Макаровой или Здание страхового акционерного общества «Русский Ллойд». Здание в ренессансно-барочном стиле построено в 1879-1880 годах по проекту архитектора А.Х. Кольба. В центре фасада находится эркер, поддерживаемый с первого этажа четырьмя полуфигурами кариатид. В 1911 году здание перестроено в стиле эклектики по проекту гражданского инженера П.К. Бергштрессера для Страхового акционерного общества «Русский Ллойд». До 1917 года в здании находилось Сиамское посольство.

- Разведённый Дворцовый мост
- Восточный павильон Адмиралтейства
- Дома 4-6
- Оформление на доме № 6

#### Дворец Великого князя Михаила Михайловича(дом 8)
Дворец Великого князя Михаила Михайловича или Мало-Михайловский дворец в стиле неоренессанса построен в 1885-1891 году по проекту архитектора М.Е. Месмахера. Облицовка выполнена из серого и темно-розового песчаника, цокольный этаж — финляндским гранитом. Первый этаж рустован, второй украшен парными полуколоннами, третий — пилястрами. Широкие арочные окна прорезают фасад. В 1911 году здание продано страховому акционерному обществу «Русский Ллойд». В советское время здесь размещалось Главное управление торговли Ленинграда, с 1998 года часть здания занимает страховая компания РОСНО. Здание отреставрировано в июле 2006 года, для посетителей открыты парадные залы, Дубовый кабинет князя и другие помещения.

#### Доходный дом О.Н. Рукавишниковой (дом 10)
Доходный дом О.Н. Рукавишниковой построен в стиле эклектики в 1880-1881 годах по проекту архитекторов А.Ф. Красовского и В.Р. Курзанова. В доме в 1890 и 1893 годах жил композитор П. И. Чайковский, а в 1906—1910 годах — русский геофизик князь Б. Б. Голицын. В советское время здание было выделено под генеральное консульство ГДР.

#### Здания Дворянского банка и Крестьянского банка(дома 12-14)
Общество взаимного поземельного кредита. Дом Паулуччи или Здания Дворянского земельного и Крестьянского поземельного банков. Дом 14 построен в 1877-1880 по проекту архитекторов Н.Л. Бенуа, А.И. Кракау для Общества взаимного поземельного кредита. Дом 12 надстроен в 1880-1881 годах по проекту академика архитектуры А.В. Иванова для маркиза А.Ф. Паулуччи. В 1912-1913 годах дома перестроили в едином эклектическом стиле по проекту архитекторов А.В. Друкера и К.К. Тарасова для Дворянского земельного и Крестьянского поземельного банков. В советское время в здании находился Детский сад Октябрьского района № 36. В настоящее время, в доме 12 функционируют гостиницы «Петровская пристань» и «Адмиралтейская набережная».

- Дворец Великого князя Михаила Михайловича
- Доходный дом О.Н. Рукавишниковой
- Дома 12-14
- Западный павильон Адмиралтейства с Андреевским флагом

### Адмиралтейский сад
Адмиралтейский сад. Первоначально разбит в 1875 году в виде бульвара, как часть набережной Невы между Дворцовой площадью и Петровской площадью. В 1902 году сквер переустроен в сад, площадью 0,78 га, по проекту садового мастера В.И. Визе. 

#### Дворцовый спуск со львами и пристанью
Первая Дворцовая пристань была построена в 1820—1824 годах. Она находилась в месте выхода Дворцового проезда к Неве, где в настоящее время расположен въезд на Дворцовый мост. Пристань была разработана архитектором Карлом Росси в рамках проекта по благоустройству территории у Зимнего дворца после строительства арки Главного штаба. Строил пристань инженер А.Д. Готман. На пристани в 1832 году были установлены медные львы и порфировые вазы. В таком виде пристань находилась до третьей четверти XIX века: в 1873—1874 годах вазы были перенесены на Петровский спуск. В 1914—1916 годах пристань со львами была перемещена на ось восточного павильона Главного Адмиралтейства по причине строительства Дворцового моста. Работы по переносу пристани производил инженер А. П. Пшеницкий. Львы установлены как украшение в 1832 году, проект которых разработал архитектор Л.И. Шарлемань. Выполнены методом чеканки из листовой меди на Александровском чугунолитейном заводе в Петербурге.

#### Памятник Петру I «Царь-плотник»
Памятник Петру I «Царь-плотник» установлен в 1910 году перед западным павильоном Адмиралтейства (скульптор Л. А. Бернштам, архитектор А. И. фон Гоген). Статуя демонтирована в 1918 году, в 1996 правительством Нидерландов городу была подарена копия, установленная на набережной. Высота скульптуры — 262 см, постамента — 65 см. Памятник изображает молодого Петра I во время обучения корабельному делу в голландском городе Заандаме.

#### Петровский спуск с вазами и пристанью
Петровский спуск был построен в 1820—1824 годах инженером А. Д. Готманом, сам спуск находится у западного павильона Главное адмиралтейство|Главного Адмиралтейства.
Вазы изначально установлены на Дворцовой пристани вместе со львами как украшение в 1832 году. Две вазы выполнены из полированного порфира на Эльфдаленской гранильной фабрике в Швеции.

- Дворцовый спуск
- Лев на Дворцовом спуске
- Петровский спуск
- Ваза на Петровском спуске

#### Пётр I спасает утопающих в Лахте в 1724 году
Скульптура (скульптор Л. А. Бернштам, архитектор А. И. фон Гоген) была установлена в 1909 году перед восточным павильоном Адмиралтейства. Статуя демонтирована в 1918 году, скульптура уничтожена в 1919 году. В 2022 году памятник был частично воссоздан по инициативе ПАО «Газпром» и открыт возле «Лахта-центра» в рамках празднования 350-летия со дня рождения Петра I; авторы — скульптор С. В. Мокроусов-Гульельми и архитектор М. А. Мамошин; высота — 7,5 метров, материалы — бронза, камень.

## Связь с городской дорожной сетью
- Дворцовая набережная
- Дворцовый мост
- Дворцовый проезд
- Азовский переулок
- Адмиралтейский проезд
- Сенатская площадь
- Английская набережная

## Транспорт
Ближайшие станции метро к набережной:  «Адмиралтейская» (пешком до набережной 1 км),  «Невский проспект» (1,6 км),  «Василеостровская» (2,5 км).
Рядом с набережной есть остановка общественного транспорта «Дворцовая площадь / Дворцовая набережная»: автобус 7, 10, 24, 191, троллейбус 1, 7, 10, 11.